# Lista över Colombias presidenter

Colombias president (officiell spanskspråkig titel: Presidente de la República de Colombia) är landets stats- och regeringschef.
Colombia ingick mellan 1819 och 1831 i Storcolombia (Gran Colombia). När denna federation upplöstes blev nuvarande Colombia Nya Granada, därefter Confederación Granadina, sedan Colombias förenta stater och 1886 antogs det nuvarande namnet Republiken Colombia. Nuvarande Panama var en provins i Colombia fram till självständigheten 1903.

## Presidenter

### Storcolombias presidenter (1819-1831)
(1819-1819) Simón Bolívar
(1819-1826) Francisco de Paula Santander y Omaña
(1827-1830) Simón Bolívar
(1830-1830) Joaquín Mariano Mosquera y Arboleda
(1830-1831) Rafael José Urdaneta

### Nya Granadas presidenter (1831-1858)
(1831-1831) Domingo Caycedo Santamaría
(1831-1832) José María Obando
(1832-1832) José Ignacio de Márquez
(1832- 1837) Francisco de Paula Santander
(1837-1841) José Ignacio de Márquez
(1841-1841) Domingo Caycedo Santamaría
(1841-1845) Pedro Alcántara Herrán Zaldúa
(1845-1849) Tomás Cipriano de Mosquera
(1849-1853) José Hilario López
(1853-1854) José María Obando
(1854-1854) José María Melo
(1854-1855) José de Obaldía
(1855-1857) Manuel María Mallarino
(1857-1858) Mariano Ospina Rodríguez

### Confederación Granadinas presidenter (1858-1861)
(1858-1861) Mariano Ospina Rodríguez
(1861-1861) Bartolomé Calvo
(1861-1861) Tomás Cipriano de Mosquera

### Colombias förenta staters presidenter (1861-1886)
(1861-1863) Tomás Cipriano de Mosquera
(1863-1863) Francisco Javier Zaldúa
(1863-1863) Eustorgio Salgar
(1863-1864) Tomás Cipriano de Mosquera
(1864-1866) Manuel Murillo Toro
(1866-1866) José María Rojas Garrido
(1866-1867) Tomás Cipriano de Mosquera
(1867-1868) Santos Acosta
(1868-1870) Santos Gutiérrez
(1870-1872) Eustorgio Salgar
(1872-1874) Manuel Murillo Toro
(1874-1876) Santiago Pérez
(1876-1878) Aquileo Parra
(1878-1880) Julián Trujillo Largacha
(1880-1882) Rafael Núñez
(1882-1882) Francisco Javier Zaldúa
(1882-1882) Clímaco Calderón
(1882-1884) José Eusebio Otálora
(1884-1884) Ezequiel Hurtado
(1884-1886) Rafael Núñez

### Republiken Colombias presidenter (1886-idag)
1886-1886) José María Campo Serrano
(1886-1887) Eliseo Payán
(1887-1892) Rafael Núñez
(1892-1892) Miguel Antonio Caro
(1892-1894) Rafael Núñez
(1894-1898) Miguel Antonio Caro
(1898-1900) Manuel Antonio Sanclemente
(1900-1904) José Manuel Marroquín
(1904-1909) Rafael Reyes
(1909)          Jorge Holguín
(1909-1910) Ramón González Valencia
(1910-1914) Carlos Eugenio Restrepo
(1914-1918) José Vicente Concha
(1918-1921) Marco Fidel Suárez
(1921-1922) Jorge Holguín
(1922-1926) Pedro Nel Ospina
(1926-1930) Miguel Abadia Méndez
(1930-1934) Enrique Olaya Herrera
(1934-1938) Alfonso López Pumarejo
(1938-1942) Eduardo Santos
(1942-1945) Alfonso López Pumarejo
(1945-1946) Alberto Lleras Camargo
(1946-1950) Mariano Ospina Pérez
(1950-1951) Laureano Gómez
(1951-1953) Roberto Udarneta Arbelaez
(1953-1957) Gustavo Rojas Pinilla
(1957-1958) Gabriel París Gordillo (militärjunta)
(1958-1962) Alberto Lleras Camargo
(1962-1966) Guillermo León Valencia
(1966-1970) Carlos Lleras Restrepo
(1970-1974) Misael Pastrana Borrero
(1974-1978) Alfonso López Michelsen
(1978-1982) Julio César Turbay Ayala
(1982-1986) Belisario Betancur
(1986-1990) Virgilio Barco Vargas
(1990-1994) César Gaviria Trujillo
(1994-1998) Ernesto Samper Pizano
(1998-2002) Andrés Pastrana Arango
(2002-2010) Álvaro Uribe Vélez
(2010-2018) Juan Manuel Santos
(2018-2022) Iván Duque Márquez
(2022-) Gustavo Petro